# BATF2
BATF2 (англ. Basic leucine zipper ATF-like transcription factor 2) – білок, який кодується однойменним геном, розташованим у людей на короткому плечі 11-ї хромосоми. Довжина поліпептидного ланцюга білка становить 274 амінокислот, а молекулярна маса — 29 398.
| 10         |  | 20         |  | 30         |  | 40         |  | 50         |
| ---------- |  | ---------- |  | ---------- |  | ---------- |  | ---------- |
| MHLCGGNGLL |  | TQTDPKEQQR |  | QLKKQKNRAA |  | AQRSRQKHTD |  | KADALHQQHE |
| SLEKDNLALR |  | KEIQSLQAEL |  | AWWSRTLHVH |  | ERLCPMDCAS |  | CSAPGLLGCW |
| DQAEGLLGPG |  | PQGQHGCREQ |  | LELFQTPGSC |  | YPAQPLSPGP |  | QPHDSPSLLQ |
| CPLPSLSLGP |  | AVVAEPPVQL |  | SPSPLLFASH |  | TGSSLQGSSS |  | KLSALQPSLT |
| AQTAPPQPLE |  | LEHPTRGKLG |  | SSPDNPSSAL |  | GLARLQSREH |  | KPALSAATWQ |
| GLVVDPSPHP |  | LLAFPLLSSA |  | QVHF       |  |            |  |            |

A: Аланін

C: Цистеїн

D: Аспарагінова кислота

E: Глутамінова кислота

F: Фенілаланін

G: Гліцин

H: Гістидин

I: Ізолейцин

K: Лізин

L: Лейцин

M: Метіонін

N: Аспарагін

P: Пролін

Q: Глутамін

R: Аргінін

S: Серин

T: Треонін

V: Валін

W: Триптофан

Кодований геном білок за функцією належить до активаторів. 
Задіяний у таких біологічних процесах, як транскрипція, регуляція транскрипції, диференціація клітин, альтернативний сплайсинг. 
Білок має сайт для зв'язування з ДНК. 
Локалізований у ядрі.